# Телес-Пірес
Телес-Пірес, Сан-Мануель (порт. São Manuel, Teles Pires) — річка у центральній Бразилії протікає у штатах Мату-Гросу та Пара — права складова утворення річки Тапажос, правої притоки Амазонки. Належить до водного басейну Атлантичного океану.

## Географія
Річка починає свій витік на схилах гір Азул (Блакитні гори), на північ від міста Сан-Мануель, у штаті Мату-Гросу, тече по сильно порожистій ділянці через західну область Бразильського нагір'я в північному — північно-західному напрямку. В нижній течії протягом близько 300 км тече на кордоні штатів Мату-Гросу та Пара і зливаючись із річкою Журуєною, утворює річку Тапажос.
Річка має довжину 1 370 км. Річкова системи Тапажос-Телес-Пірес має довжину — 2 221 км. Середньорічна витрата води на гідрометричній станції Тріс-Маріас становить 3 978 м³/с. Площа басейну — 154 833 км².
Живлення дощове, повінь із січня по травень. З липня по жовтень річка відносно маловодна.

## Притоки
Річка Телес-Пірес на своєму шляху приймає воду великої кількості приток, найбільші із них (від витоку до гирла):
- Ріо-Верде (ліва притока, 320 км, 13 450 км², 300 м³/с)
- Пеіхото-де-Азеведо (права, 330 км, 19 600 км², 570 м³/с)
- Кристаліно (права, 170 км, 3 340 км², 190 м³/с)
- Паранайта (ліва, 120 км, 3 800 км², 120 м³/с)
- Апіакас (ліва, 260 км, 16 100 км², 490 м³/с)
- Сан-Бенедіто (права, 360 км, 13 700 км², 350 м³/с)
- Куруру-Асу (права, 240 км, 6 700 км², 180 м³/с)

## Гідрологія
Спостереження за водним режимом річки проводилось протягом 21 року (1975–1995) на гідрометричній станції Тріс-Маріас, в бразильському штаті Пара. Станція розташована вверх за течією від злиття річок Телес-Пірес (Сан-Мануель) та Журуєни. Середньорічна витрата води яка спостерігалася тут у цей період становила 3 978 м³/с для водного басейну 137 485 км². За період спостереження, мінімальний щомісячний стік становив 1 214 м³/с, абсолютний мінімальний — 988 м³/с (у вересні), в той час як максимальний — склав 8 101 м³/с, а абсолютний максимальний — 10 365 м³/с (в березні).
На графіку приведено показники середньомісячної витрати води річки Телес-Пірес за 21 років спостереження (1975–1995) на гідрометричній станції Тріс-Маріас, м³/с:

## Каскад ГЕС
На річці розташовані ГЕС Magessi, ГЕС Сіноп (будується), ГЕС Colider, ГЕС Телес-Пірес, ГЕС São Manuel.